# Đức hạnh

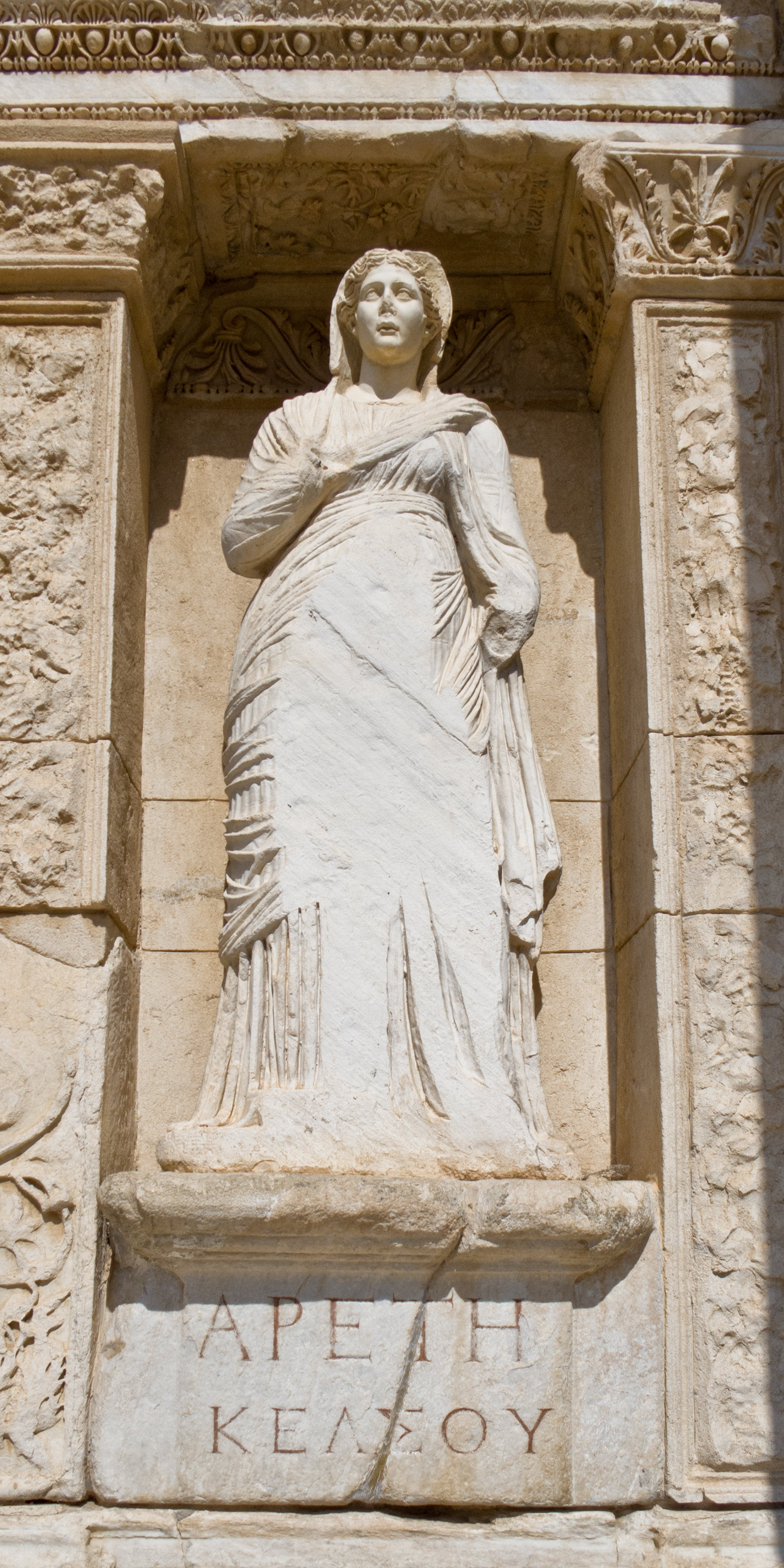

Đức hạnh (tiếng Latinh: virtus, tiếng Hy Lạp cổ: ἀρετή "arete") là sự vẹn toàn, tốt đẹp về mặt đạo đức. Vào Thời cổ đại ở Hy Lạp - La Mã thì xã hội coi bốn đức tính kinh điển của đức tính căn bản gồm: gồm: Điều độ: σωφροσύνη (sōphrosynē), Khôn ngoan: φρόνησις (phronēsis), Can đảm: ἀνδρεία (andreia), Công bằng: δικαιοσύνη (dikaiosynē).